# Paul Kroll
Paul Kroll (* 2. März 1898 in Berlin; † 8. November 1949 ebenda) war ein deutscher Radrennfahrer.

## Sportliche Laufbahn
Kroll begann als Sportler zunächst mit dem Rudern, das er bis zu seinem Übertritt zum Radsport betrieb. 1922 gewann Paul Kroll als Amateur Rund um Berlin; er startete für den Berliner Bicycle-Club Germania 1883. Das Rennen Neustadt–Erfurt–Neustadt gewann er 1923 und wurde Zweiter bei Innsbruck–Bregenz.
1924 wurde er Profi und war in den folgenden Jahren in vielen Rennen erfolgreich. 1924 belegte er bei Berlin–Cottbus–Berlin den dritten und bei Rund um Berlin den zweiten Platz. 1925 wurde er deutscher Vize-Meister der Profis im Straßenrennen. Im Rennen Rund um Breslau 1927 siegte er gegen Heiri Suter, René Vermandel, Pietro Linari und weitere internationale Spitzenfahrer.
1928 wurde er Zweiter der Bayerischen Rundfahrt und gewann 1934 Berlin-Cottbus-Berlin. Kroll war bekannt für lange Alleinfahrten und galt als sehr tempoharter Fahrer, was ihm unter den Rennfahrern den Namen „die Lokomotive“ eintrug.
Paul Kroll startete bei 16 Sechstagerennen, anfangs bei mehreren mit Werner Miethe. 1927 wurden die beiden Fahrer gemeinsam jeweils Zweite bei den Sechstagerennen von Breslau sowie von Dortmund.
Nach dem Ende des Zweiten Weltkriegs versuchte Kroll trotz seines fortgeschrittenen Alters erneut, als Profi-Radrennfahrer sein Geld zu verdienen. Im Juli 1947 startete er nach langer Rennpause wieder im Stadion Mitte von Berlin bei mehreren Bahnrennen. Im November 1949 stürzte er beim Zweier-Mannschaftsfahren über 1000 Runden auf der Radrennbahn in der „Halle am Funkturm“ und erlag wenige Tage später seinen tödlichen Verletzungen. Kroll wurde auf dem Jacobi-Friedhof am Hermannplatz in Berlin-Neukölln im Beisein vieler seiner Rennfahrerkollegen beigesetzt. 